# Nombre d'Abbe
En física, i més concretament, en òptica, el  nombre d'Abbe d'un material transparent és una quantitat adimensional que sorgeix en comparar l'índex de refracció del material a diferents freqüències. Rep aquest nom en honor del físic alemany Ernst Abbe (1840 - 1905) que el va definir.
En concret, el nombre d'Abbe, V, d'un material es defineix com
{\displaystyle V={\frac {n_{D}-1}{n_{F}-n_{C}}},}
on  nD, nF i nC  són els índexs de refracció del material a les longituds d'ona corresponents a les línies de Fraunhofer C, D1 i F (656,3 nm, 589,3 nm i 486,1 nm, respectivament).

## Classificació de materials transparents

Un diagrama d'Abbe.

Els nombres d'Abbe s'usen per classificar vidres i altres tipus de materials transparents. Materials amb baixa dispersió tindran un nombre d'Abbe gran. Així, com més gran sigui el nombre d'Abbe, millor serà la qualitat de la lent. Una bona lent sol correspondre a valors de V superiors a 40. Valors més baixos, al voltant de 20 corresponen a vidres flint molt densos, i al voltant de 30 a policarbonat. Per tipus de vidre, el vidre flint té valors de  V < 50, mentre que per al vidre crown, V > 50.
La classificació dels materials es realitza per mitjà d'un diagrama d'Abbe , en què cada material ve representat per un punt d'una gràfica del nombre d'Abbe davant de l'índex de refracció.